# Spelkula
För olika spel med spelkulor, se Kulspel

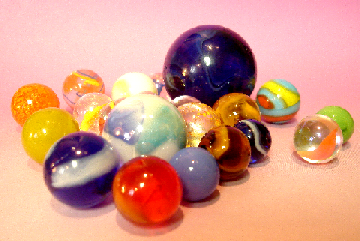
Olika sorters spelkulor.

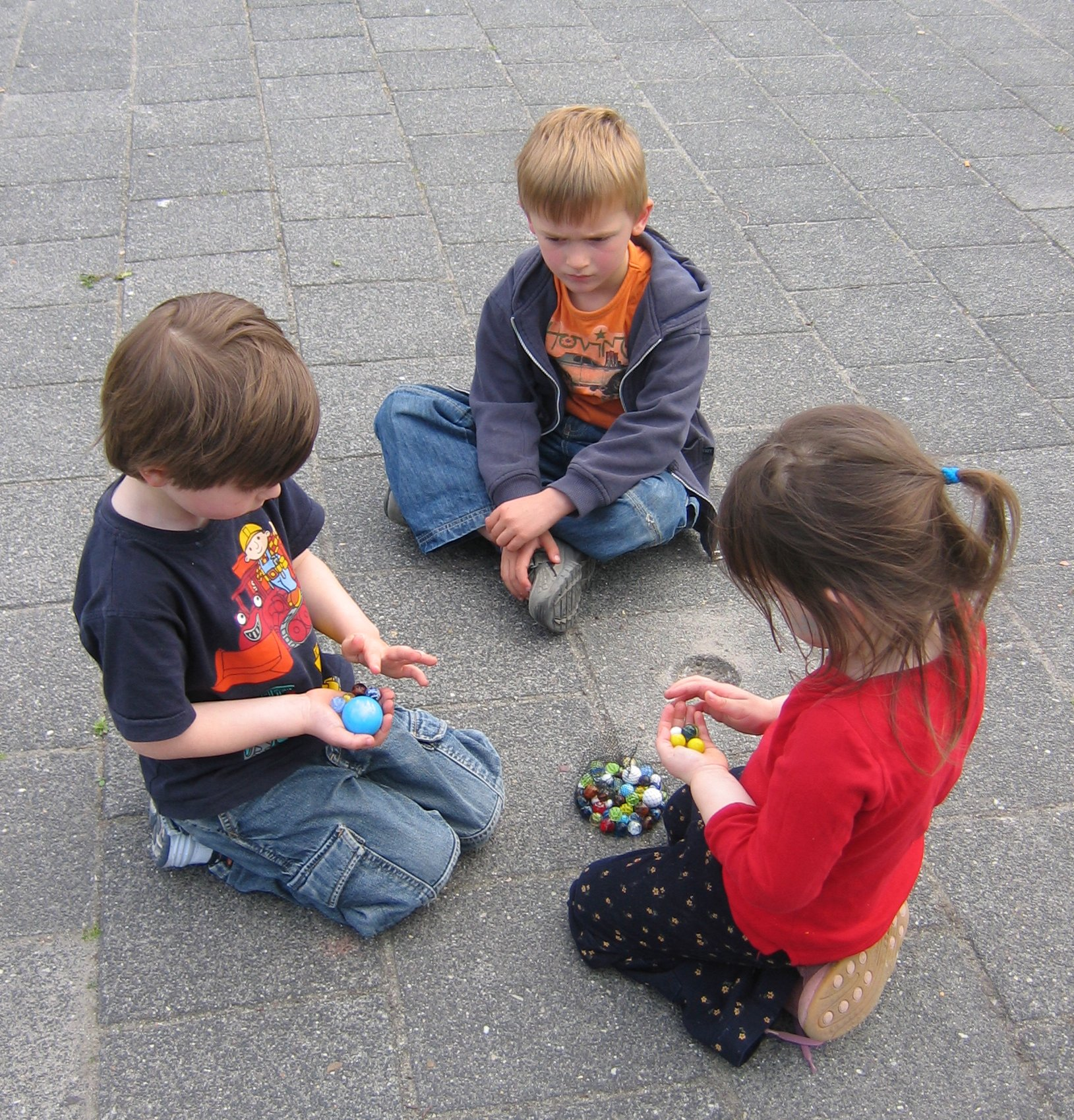
Barn med spelkulor.

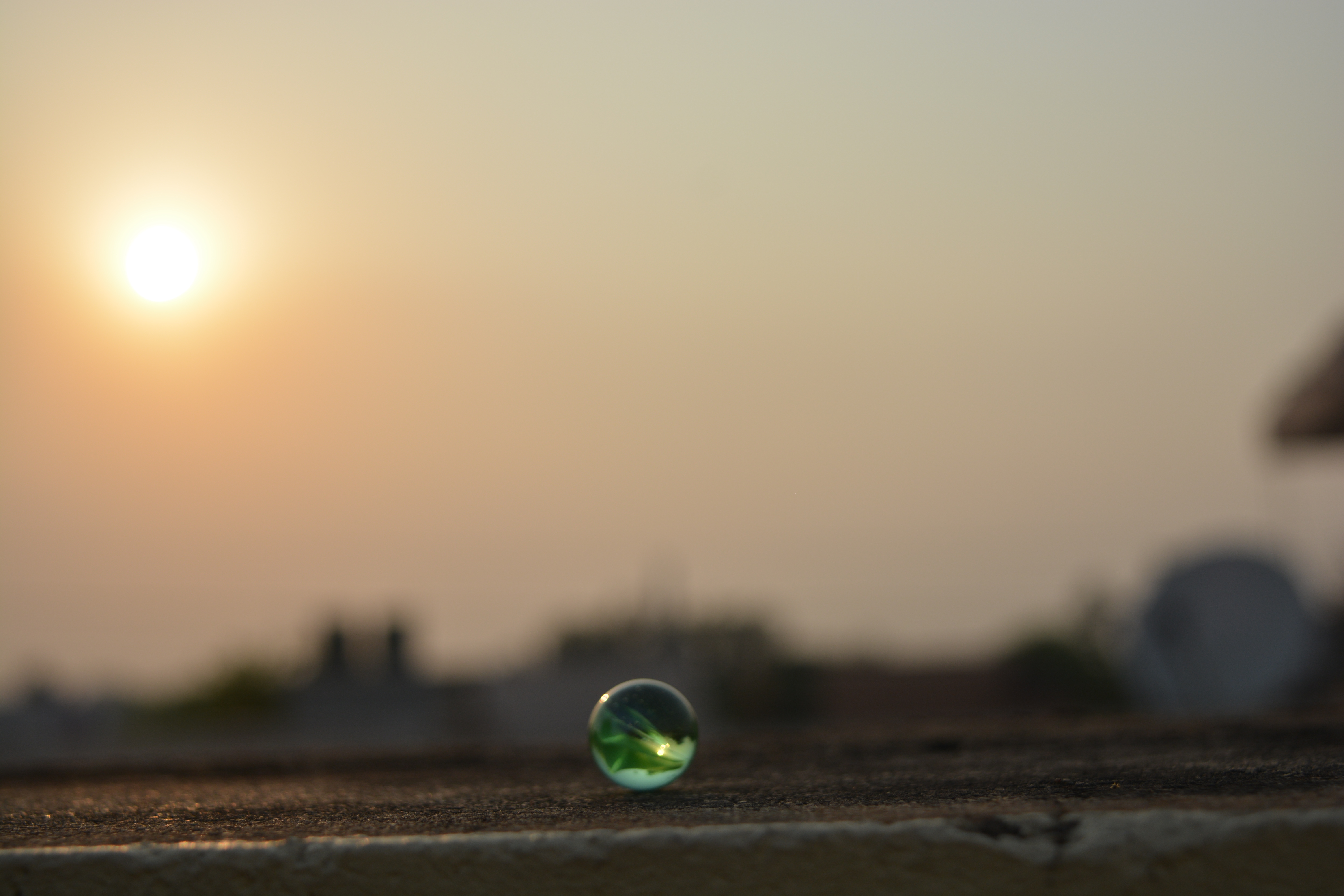
En ensam spelkula.

Spelkulor, puttekulor, stenkulor är leksaker använda i flera olika spel och lekar, främst bland barn. För de flesta hör kulspel kanske framför allt till vårens rastaktiviteter på skolgården.
Förutom de vanliga stenkulorna bemålade med klara färger, är även glaskulor vanliga, oftast genomskinliga med en dekorativ sträng av färgat glas i mitten, liksom porslinskulor, vanligen med tunna streck av färgad emaljering över ytan. Ibland används även stålkulor. Kulorna tillverkas i olika storlekar förutom den vanliga storleken på omkring 1 cm i diameter.
Spelkulor säljs ofta i plastburkar eller kul- eller nätpåsar, i bland annat leksaksaffärer.

## Kulspel
Stenkulor används i flera olika spel, oftast i en sandlåda eller på en grusplan med finkornigt grus. Vanligen utgår spelandet från att en person "ställer upp" en eller flera kulor (till exempel genom att bygga en pyramid – även kallad "pyrra"), vilka kastarna ska försöka träffa, och ibland även förflytta till en liten grop eller bakom en linje, med hjälp av en spelkula. Avståndet mellan kastaren och den uppställda kulan eller kulorna bestäms på förhand. Kastaren som lyckas erhåller samtliga uppställda kulor och behåller sin satsade, men vid miss tillfaller kulan uppställaren. Ofta värderas kulor i antal försök, som kastaren får när den kastar kulan. T.ex är ett "kattöga" värt ett försök, "tigeröga" två och så vidare.
Ett annat vanligt spel går ut på att två personer med var sin kula ömsom får ett kast och försöker att först träffa den andra kulan. Vinnaren kan erhålla motståndarens kula. Eftersom olika typer av spelkulor kan anses ha olika värde och träffchans så kan parterna tillsammans bestämma att den ena personen måste träffa den andra kulan ett visst antal gånger för att tilldelas segern.

## Historia
De första spelkulorna bestod av stenar som var naturligt formade och slipade av vattnet. I antikens Rom spelades kula med marmorkulor, men åtminstone bland fattiga barn användes nötter som kulor. Det gav upphov till uttrycket "nuces relinquere", bokstavligen översatt till "lämna nötterna", en synonym till att bli vuxen. Det vittnas om att kejsare Augustus brukade avreagera sig med kulspel och att soldater i romerska armén ägnade sig åt kulspel på fritiden.
På 1700-talet ersattes den gamla marmorkulan med en billigare kula i pressad och ytfärgad lera. På 1920-talet började stenkulan att tillverkas och på 1940-talet hade den konkurrerat ut lerkulan. Stenkulan hade ett nytt utseende, var tyngre och mer hållbar än lerkulan.
På 2000-talet är spelkulor vanliga i England och Tyskland.

## Tillverkning
Stenkulor tillverkas genom att rapsfrön blötläggs och blandas med cement, finkornig sand och gips i en cementblandare. Sedan torkas och tvättas "kärnan" till kulorna innan blandningen med cement, sand och gips försiktigt strös på i omgångar. Kulorna får sin jämna och runda form genom att rotera i cementblandaren. Processen pågår i cirka tre timmar tills kulorna uppnått standarddiametern 16 mm. Kulorna färgas, bränns och torkas före paketering och leverans.

### Sverige
Sveriges enda tillverkning av stenkulor sker sedan 1995 i Tollarp (läst 2021). Företaget tillverkar årligen miljontals stenkulor och exporterar även kulor till Danmark och Norge (2021).